# 69式空対空誘導弾
69式空対空誘導弾（）は、航空自衛隊が装備していた空対空ミサイル。別称はAAM-1。製造者は三菱重工業。

## 概要
航空自衛隊では、アメリカ合衆国からの対外有償軍事援助 (FMS) によってAIM-9B サイドワインダーを取得し、F-104戦闘機に搭載していた。一方、防衛庁の技術研究所（当時）では、昭和31年度から空対空ミサイルについての部内研究および部分試作に着手し、昭和33年度からは委託技術調査も行っていた。そして昭和36年度には、航空自衛隊の要求を踏まえて研究開発構想が定められ、まずAIM-9Bと同等の性能を目標とした赤外線追尾方式のミサイルが開発されることになった。これが本ミサイルである。本格的な自主開発ミサイルとしては日本で初のもので、研究開発の進め方、管理手法、評価方法など、後のミサイル開発の定型となった。
昭和37年度より試験用ミサイルの試作が開始され、1963年7月には、新島試験場でパラシュートに吊り下げられた目標に対する地上発射試験を成功させた。昭和40年度に基本要目が決定され、1965年9月から11月にかけて、F-86Fによる空中発射試験た。その後、1966年7月より、38発のミサイルを用いて3次にわたる総合性能確認試験を行ったのち、昭和42年度での実用試験を経て、1969年に制式化され、部隊装備のため量産段階に移行した。
航空自衛隊では、AIM-9Bと並行して装備された。ただし信頼性が低かったため、量産契約は1回で終了し、量産は早期に中止された。なお、FMS購入したAIM-9Bの単価は約100万円だったのに対し、AAM-1は、初年度である昭和43年度で約350万円、翌昭和44年度には約419万円であった。

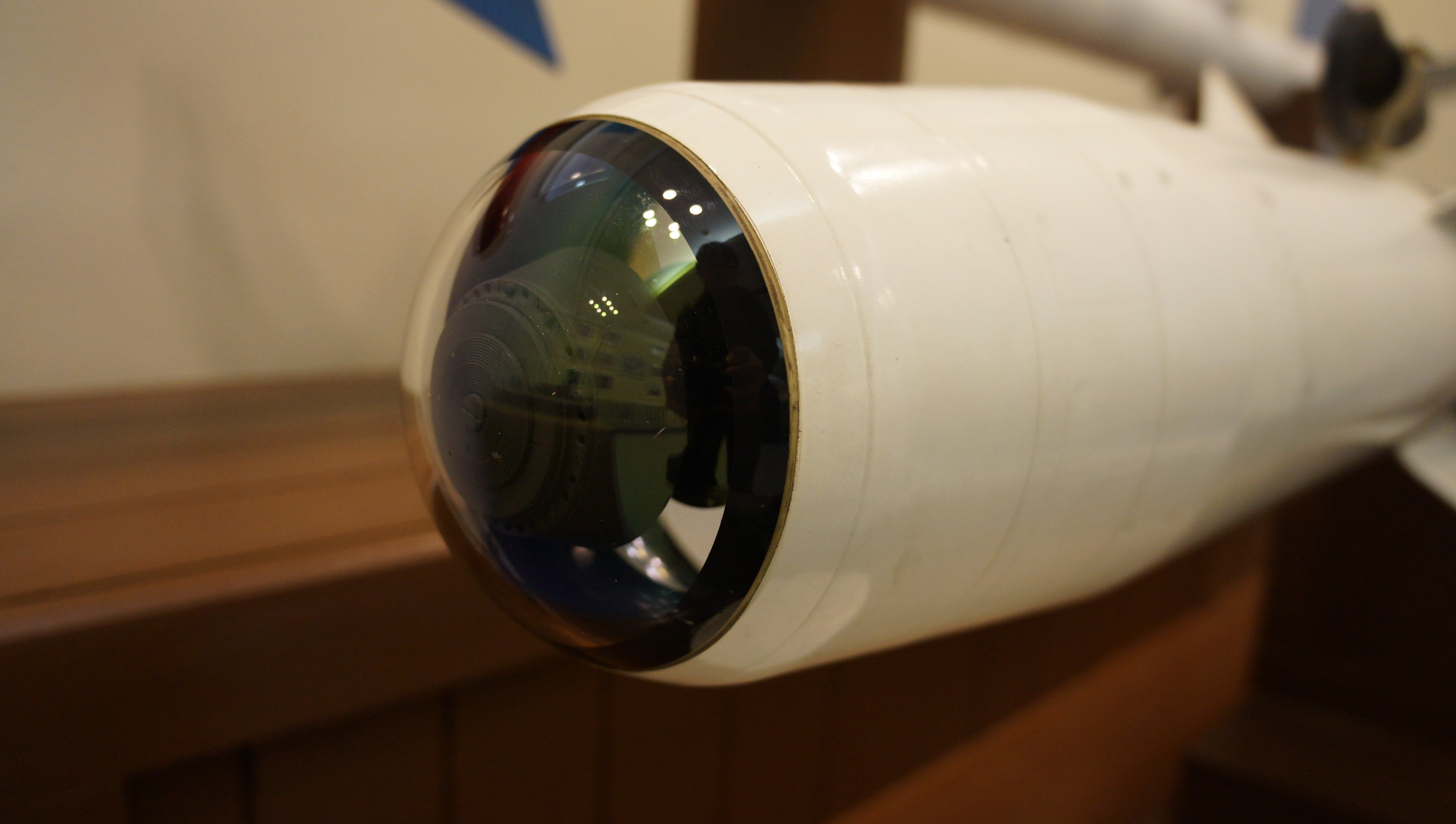
シーカー部
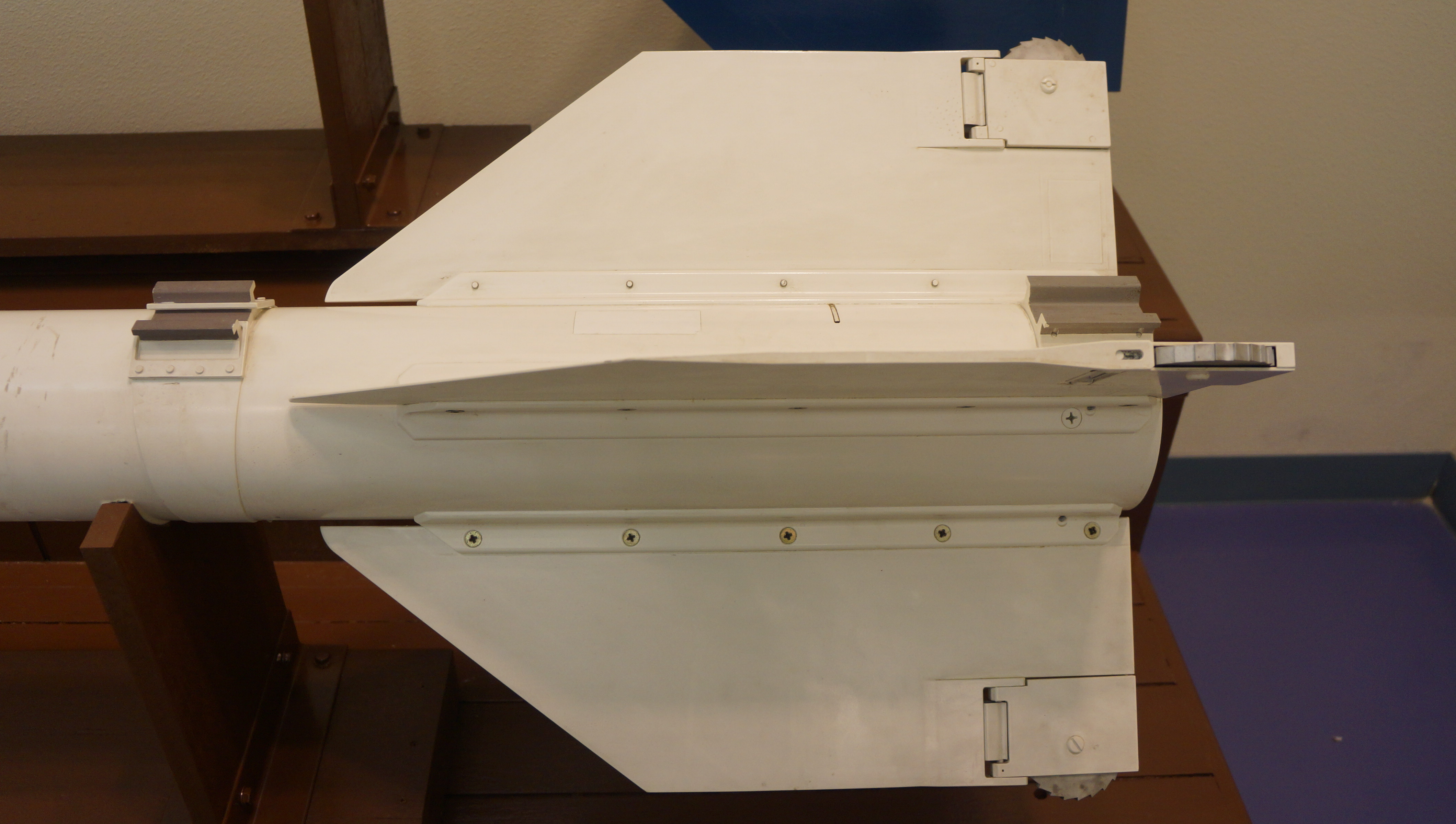
後部安定翼